# Subfischeria flavogrisea
Subfischeria flavogrisea är en tvåvingeart som beskrevs av Villeneuve 1937. Subfischeria flavogrisea ingår i släktet Subfischeria och familjen parasitflugor. Inga underarter finns listade i Catalogue of Life.